# Фібі Тонкін
Фібі Джейн Елізабет Тонкін (англ. Phoebe Jane Elizabeth Tonkin; нар. 12 липня 1989, Сідней, Австралія) — австралійська акторка та модель. Найбільш відома ролями русалки Клео Серторі у серіалі «H2O: Просто додай води», відьми Фей Чемберлен у серіалі «Таємне коло» та дівчини-перевертня Гейлі Маршалл у серіалі «Щоденники вампіра» та його спін-офі «Первородні».

## Біографія
Фібі Тонкін народилася 12 липня 1989 року в місті Сідней. З 4 років займалася в танцювальних класах, вивчаючи балет, чечітку, класичні танці, хіп-хоп і сучасні танці (стріт-данс). Вже тоді вона проявила чималу силу волі і пристрасть до акторського мистецтва. Прагнучи здійснити свою мрію — грати на сцені — Фібі закінчила різні курси в Australian Theatre for Young People (ATYP), в Wharf Theatre. У Квінвудській школі в Балморалі, відомій своїм драматичним курсом, брала участь у шкільних постановках («Антігона», «Білий журавель» і «Венеційські близнюки»). Кожен рік вона виступала на традиційному шкільному Шекспірівському фестивалі, де за роль у виставі «Сон в літню ніч» отримала перше місце.

## Кар'єра
Протягом деякого часу Фібі Тонкін, біографія якої нерозривно пов'язана з театром, продовжувала грати в аматорських спектаклях, а в грудні 2005 року продюсери «H2O» запросили її на роль русалки. Серіал тривав 3 сезони, остання серія вийшла 16 квітня 2010 року. У вересні 2010 відбувся кінодебют Тонкін у фільмі «Вторгнення: Битва за рай», де акторка грала роль Фіони Максвел.
У січні 2011 Тонкін переїжджає до Лос-Анджелесу і вже в березні успішно проходить кастинг телесеріалу «Таємне коло», де грає роль Фей. У серпні 2012 приймає запрошення на другорядну роль дівчини-перевертня Гейлі, подруги Тайлера в серіалі «Щоденники вампіра» телеканалу The CW. Канал замовив зйомки вмонтованого в оригінальний серіал пілотного епізоду «Первородні» 11 січня 2013 року, який було трансльовано в квітні 2013 року. 26 квітня канал дав зелене світло пілоту і замовив зйомки серіалу для трансляції в сезоні 2013–2014. Сюжет буде розвиватися навколо первородних вампірів — сім'ї Майклсон. У«Первородних» Фібі Тонкін грає головну роль.

## Особисте життя
Улюблені фільми Фібі — «Блакитна лагуна» і «Країна садів». У вільний час акторка любить ходити на пляж, читати книги і гуляти з друзями. Улюбленим видом спорту вважає теніс. На зйомках серіалу «H2O: Просто додай води» Фібі познайомилася з Клер Голт, своєю найкращою подругою. Вони разом знімалися і в серіалі «Щоденники вампіра» та «Первородні». У 2013—2017 зустрічалася з актором та колегою по серіалу «Щоденники вампіра» Полом Веслі.
У 2025 році Тонкін вийшла заміж за арт-дилера Бернара Лагранжа в Нью-Йорку. Клер Голт та Шеллі Генніг були подружками нареченої.